# Лео Гайр фон Швепенбург
Лео Дітріх Франц Гайр фрайгерр (барон) фон Швепенбург (нім. Leo Dietrich Franz Freiherr Geyr von Schweppenburg; нар. 2 березня 1886, Потсдам  — пом. 14 березня 1968, Іккінг, Баварія) — німецький воєначальник, генерал танкових військ Вермахту. За часів Другої світової війни командував моторизованими та танковими корпусами, танковою групою німецьких військ.

## Нагороди

### Перша світова війна
- Залізний хрест 2-го і 1-го класу
- Орден «За військові заслуги» (Вюртемберг), лицарський хрест
- Військовий Хрест Фрідріха-Августа (Ольденбург) 2-го і 1-го класу
- Хрест «За військові заслуги» (Австро-Угорщина) 3-го класу з військовою відзнакою
- Орден «За хоробрість» (Болгарія)
- Нагрудний знак «За поранення» в чорному

### Міжвоєнний період
- Почесний хрест ветерана війни з мечами
- Медаль «За вислугу років у Вермахті» 4-го, 3-го, 2-го і 1-го класів (25 років)

### Друга світова війна
- Застібка до Залізного хреста
  - 2-го класу (14 вересня 1939)
  - 1-го класу (30 вересня 1939)
- Лицарський хрест Залізного хреста (9 липня 1941)
- Нагрудний знак «За танкову атаку» в сріблі (25 серпня 1942)
- Медаль «За зимову кампанію на Сході 1941/42» (25 серпня 1942)